# باشگاه فوتبال آکادمیکو پورتو
باشگاه فوتبال آکادمیکو (به پرتغالی: Académico Futebol Clube) که بیشتر با نام آکادمیکو پورتو (به پرتغالی: Académico do Porto) شناخته می‌شود یک باشگاه فوتبال پرتغالی است که در بخش پارانیوش از شهر پورتو قرار دارد. این باشگاه در ۱۵ سپتامبر ۱۹۱۱ تأسیس شد. آکادمیکو یکی از هشت تیمی است که در نخستین دوره از پریمیرا لیگا در فصل ۳۵–۱۹۳۴ شرکت کرد که بالاترین سطح از نظام لیگ‌های فوتبال پرتغال است. آنها چهار بار دیگر در این لیگ رقابت کردند. پس از آن آکادمیکو به علت از دست دادن زمین خود، فعالیت تیم حرفه‌ای فوتبال را به پایان رساند.
آنها به جای اینکه فعالیت تیم فوتبال را از سر بگیرند، در سایر ورزش‌ها، یعنی در بسکتبال، اسکیت هاکی و هندبال سرمایه‌ها گذاری کردند که این سیاست همچنان پابرجاست. به عنوان یک باشگاه ورزشی، آکادمیکو بیش از یکصد جام را در رقابت‌های ورزشی مختلفی که در آن شرکت می‌کند به دست آورده‌است.

## افتخارات
- قهرمانی پورتو: ۱
  - ۴۲–۱۹۴۱